# Oniscus lusitanus
Oniscus lusitanus là một loài chân đều trong họ Oniscidae. Loài này được Verhoeff miêu tả khoa học năm 1909.